# 신경미학
신경미학(Neuroesthetics)은 비교적 최근에 탄생한 경험적 미학의 한 분과이다. 경험적 미학은 미술과 음악 작품에 대해 인간이 느끼는 미적경험을 자연과학적 방법론으로 접근한다. 그 중에서도 특히 신경미학은 인간의 미적경험을 뇌과학적 수준에서 이해하고 설명하기 위해 신경과학적 기술을 사용하여 연구한다. 신경미학은 런던대학(University College London)의 신경미학원(The Institute of Neuroesthetics)을 탄생시킨 세미르 제키(Semir Zeki)에 의해 개척되었다.

제키는 다음과 같이 말한다.
| “ | …예술가들은 인간 뇌의 잠재력과 역량을 탐구한다는 점에서 신경과학자들이라 말할 수 있다. 비록 서로 다른 기술을 사용하지만 말이다. 어떻게 그러한 그들의 창조물들이 인간의 미학적 경험들을 일으키는가하는 문제는 신경적 용어로만 완전히 이해되고 풀이될 수 있다. | ” |

신경미학은 미적 현상의 경험에 대한 반응으로서 나타나는 인간 뇌의 구조물과 활동을 연구한다. 지속적으로 발전하고 있는 기능적 자기공명촬영(fMRI)과 같은 뇌영상기법과 유전자 분석은 신경미학적 지식의 발전에 큰 기여를 하고 있다. 예를 들어, 캄페와 그의 동료들(Kampe et al, 2001)은 사람은 사진 속 인물의 시선이 자신을 향하고 있을 때 그렇지 않을 때보다 선호도가 더 증가하는 것을 보여 주었다.
2005년부터 뇌과학과 미술을 연계시키려는 생각이 국제적인 관심을 끌기 시작하였다. University of East Anglia의 존 오니언스(John Onians) 교수는 2008년 출간된 그의 저서, “신경미술사”(Neuroarthistory: from Aristotle and Pliny to Baxandall)에서 그 자신이 신경과학에 치우친 역사적 연구의 최전선에 있다고 말한다. 미국 윌리엄 캠벨 갤러리(William Campbell Gallery)의 마크 스미스(Mark S. Smith)와 같은 현대 미술가들은 회화와 뇌과학의 집합점을 맵핑하는 작업을 발전시키고 있다. 스미스의 작업은 추상미술에서의 자기표현과 신경 기능 사이의 근원적인 시각적 유사성들을 탐구하고 있다.

## 관련 문헌
- Semir Zeki. (2000). 《Inner Vision》. Oxford University Press. ISBN 0-19-850519-1.
- 지상현. (2005). 《뇌, 아름다움을 말하다》. 해나무. ISBN 89-89799-44-9.